# Teil

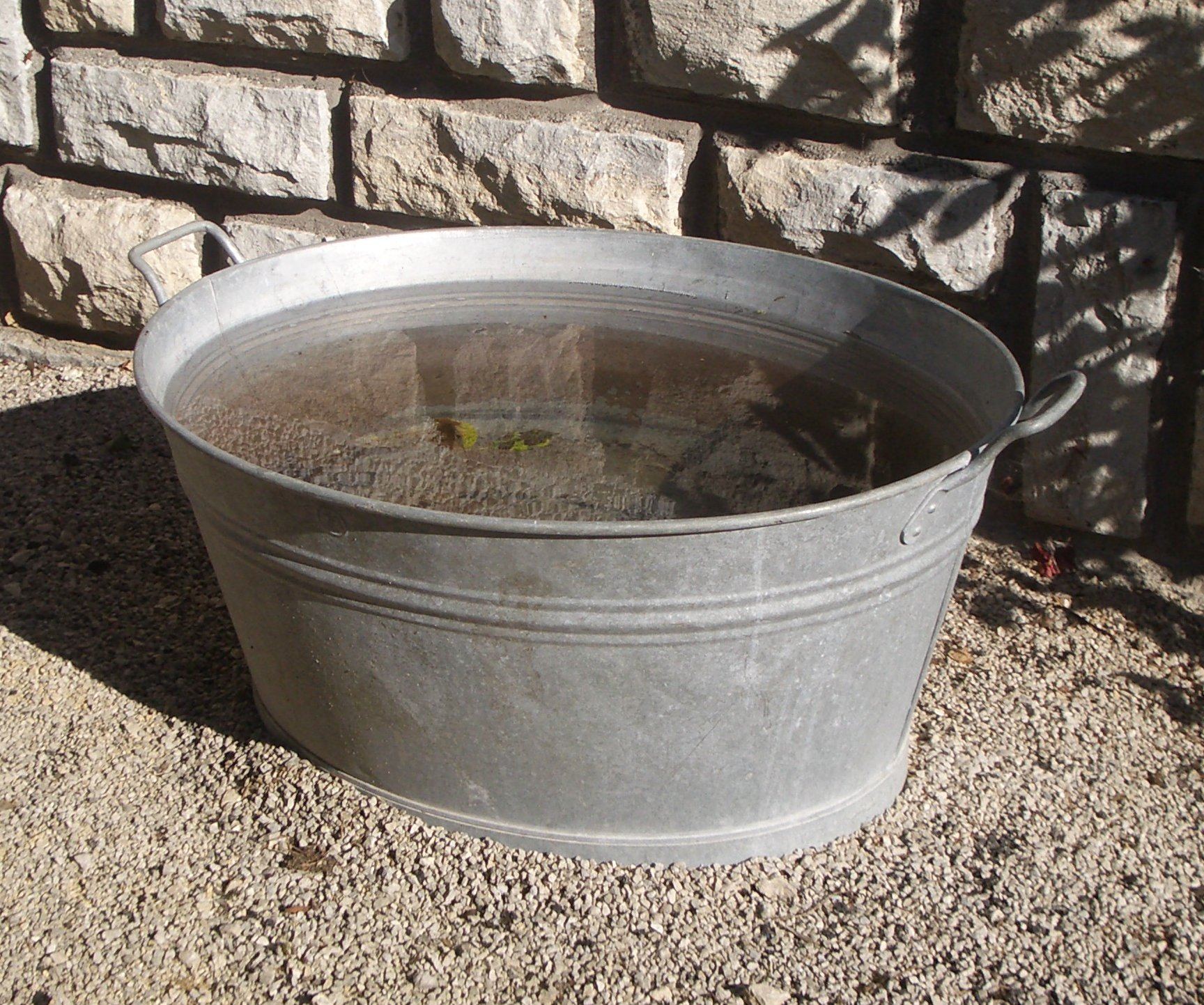
Zinken teil

Een teil (ook tobbe) is een ronde, maar ook vaak ovale bak, die vroeger vooral van verzinkt metaal werd gemaakt. Deze werd gebruikt voor de was en, toen er nog geen of weinig douches waren, om in te baden. In het laatste geval spreekt men eerder van een tobbe dan van een teil. Ook in de huidige tijd bestaan er plastic bakken die op de ouderwetse teil lijken. 

## Afwasteiltje
Een soort teiltje dat nog wel veelvuldig wordt gebruikt is het afwasteiltje. Dit is van dusdanig formaat dat het in de gootsteenbak kan worden geplaatst. De reden een teiltje te gebruiken in plaats van de spoelbak is het besparen van water.

## Mag ik...
De uitdrukking "Mag ik een teiltje?" is een opmerking om aan te geven dat men een uitspraak of situatie walgelijk vindt. De opmerking wordt beschouwd als sterk denigrerend, en zegt eigenlijk: "Ik word van deze uitspraken acuut misselijk, zodat ik ga overgeven. Mag ik een teiltje om het braaksel te kunnen opvangen?" Het introduceren van de term wordt toegeschreven aan Van Kooten en De Bie
Het wordt vaak gezegd als men denkt dat de vorige spreker dingen zegt die mooi klinken, maar die hij niet meent. Zo gebruikte toenmalig CDA-Kamerlid Gerd Leers de uitdrukking bij het interpellatiedebat over de besluitvorming rond het tracé van de Hogesnelheidslijn op 11 december 1996: "Ik zou haast zeggen: mag ik even een teiltje?"

## Overige betekenissen
- De uitdrukking "in de tobbe gaan", wordt nog wel gebruikt voor een uitgebreide wasbeurt in de badkuip, maar ook onder de douche.
- Overigens is een tobbe ook een gewichtsmaat voor gevangen vis. De tobbe meet ongeveer 20 kilo.